# Van Dams vanga
De Van Dams vanga (Xenopirostris damii) is een vogelsoort uit de familie vanga's (Vangidae), een familie van zangvogels die alleen op Madagaskar voorkomt. De vogel is beschreven door de van oorsprong Duitse ornitholoog Hermann Schlegel die als conservator en later als directeur werkte bij het Rijksmuseum van Natuurlijke Historie in Leiden en de vogel noemde naar Douwe Casparus van Dam, die samen met François P.L. Pollen door Madagaskar reisde om dieren te verzamelen voor het museum.

## Kenmerken
De vogel is 23 cm lang, heeft een glanzend zwarte kopkap en is verder donker op de rug en lichtgrijs van onder. De Van Dams vanga heeft een grote blauwe snavel.

## Verspreiding en leefgebied
Het is een vogel van droog laaglandloofbos waar hij zich voedt met ongewervelde dieren die voorkomen in dood hout. De vogel wordt vaak gezien in groepjes met andere soorten vanga's.

## Status
Het is een bedreigde diersoort van de internationale Rode Lijst van de IUCN, die alleen nog voorkomt in een klein gebiedje van 284 km² (binnen nationale parken) op Madagaskar. De totale populatieomvang wordt geschat op 1500-7000 volwassen exemplaren.